# Die andere Seite des Himmels
Die andere Seite des Himmels (engl. Originaltitel The Other Side of the Sky) ist eine Sammlung von Science-Fiction-Kurzgeschichten des britischen Autors Arthur C. Clarke aus dem Jahr 1958. Die einzelnen Geschichten sind in den Jahren 1949 bis 1958 in verschiedenen Zeitungen und Zeitschriften erschienen. Eine deutsche Übersetzung von Heinz Bingenheimer erschien im Jahr 1961 und wurde zuletzt 1986 neu aufgelegt. Drei Kurzgeschichten aus der englischen Originalausgabe sind nicht in der deutschen Sammlung enthalten, sondern wurden jeweils in anderen Anthologien veröffentlicht. Es handelt sich dabei um die folgenden Geschichten: Die neun Milliarden Namen von Gott (The Nine Billion Names of God), Seine Majestät der König (Refugee) und Der Stern (The Star).

## Inhalt

### The Other Side of the Sky
Die folgenden sechs Kurzgeschichten bilden eine lose verknüpfte Artikelserie aus dem Jahr 1957.

#### Sonderzuteilung (Special Delivery)
Die Besatzung eines geostationären TV-Satelliten erwartet eine Versorgungsrakete. Diese soll komfortablere Ausrüstung bringen. Doch die Rakete verfehlt wegen eines technischen Defekts ihr Ziel.

#### Der gefiederte Freund (Feathered Friends)
Ein Besatzungsmitglied schmuggelt einen Kanarienvogel auf die Raumstation. Dem geht es plötzlich schlecht. Gerade noch rechtzeitig merken die Astronauten, dass mit der Sauerstoffversorgung etwas nicht stimmt. Der Vogel hat dies als lebender Sensor angezeigt, wie früher Bergleuten unter Tage.

#### Nimm einen tiefen Atemzug (Take a Deep Breath)
Eine Schlafkapsel löst sich von der rotierenden Raumstation. Die Sauerstoffversorgung verschlechtert sich. Als die Rettungskapsel sich nähert, müssen die havarierten Astronauten tief Luft holen und ohne Weltraumanzug in wenigen Sekunden in die Rettungskapsel umsteigen.

#### Freiheit des Weltraums (Freedom of Space)
Die Einweihung von drei geostationären TV-Satelliten wird durch eine weltweite Übertragung gefeiert. Nach der Übertragung bleibt der Moderator auf der Station. Er will nicht mehr auf die Erde mit all ihren Zwängen zurückkehren.

#### Ein Besucher zieht vorbei (Passer-by)
Zwei Verliebte sind durch 900 Meilen Weltraum getrennt. Er auf der Raumstation, sie im Sonnenobservatorium. Ab und zu besucht er sie zu einem Rendezvous. Auf einer der Fahrten meint er, ein außerirdisches Raumschiff vorbeihuschen zu sehen. Er gibt keinen Bericht ab, denn niemand würde ihm glauben.

#### Der Ruf der Sterne (The Call of the Stars)
Entgegen den Wünschen seines Vaters zieht es den Sohn zu den Sternen. Mit der ersten Expedition bricht er zum Mars auf.

### Der Wall der Finsternis (The Wall of Darkness)
Shervane bewohnt seinen Heimatplaneten, der von Norden, das heißt aus Richtung seiner Drehachse, von der Sonne Trilorne beschienen wird. Hoch oben im Norden ist es zu heiß, um zu leben, im Süden zu kalt und dazwischen ein fruchtbarer Landstreifen. Weit im kalten Süden grenzt eine riesige schwarze Wand das weitere Land von Shervanes Heimat ab. Mit der Zeit reich geworden, beschließt Shervane, mit Hilfe seines Freundes Brayldon, eines renommierten Architekten, eine Rampe zur Mauerkrone zu bauen. Nach sieben Jahren ist es soweit: Shervane betritt als einziger die Mauer. Alles ist dort dunkel und strukturlos. Er geht voran und verliert alsbald das Licht seiner Sonne. Doch vor ihm scheint es eine weitere Sonne zu geben. Er geht darauf zu und erblickt den Freund Brayldon, die Rampe und sein vertrautes Land. Der Gelehrte Grayle erklärt später, was geschehen ist: Die Mauer ist das dreidimensionale Analogon einer Papieroberfläche, die wie ein Möbiusband geformt ist. Es gibt keine andere Seite der Mauer. Wer sie überschreitet, kommt an seinen Ausgangspunkt zurück.

### Spionage der Zukunft (Security Check)
Im Zeitalter der Industrialisierung und Automation gibt es nur noch wenige tüchtige Handwerker. Hans Muller ist einer der wenigen. Er beherrscht seine Kunst so gut, dass er bald als Requisitenmacher für eine Science-Fiction-TV-Serie engagiert wird. Eines Abends sprechen zwei Sicherheitsbeamte bei ihm vor und zeigen ihm Bilder seiner Requisiten und Kunstwerke. Für die Beamten sind dies aber die Blaupausen realer Dinge, wie Raumschiffe, Marsstädte oder Protonenkanonen. Sie nehmen Muller in ihrem Raumschiff mit, um die Sache genauer zu untersuchen.

### Es gibt keinen vierten Morgen (No Morning After)
Die Erde steht kurz vor ihrem Untergang, weil die Sonne zu explodieren droht. Eine extragalaktische Zivilisation versucht die Menschen per Telepathie zu warnen. Nur ein einziger, William Cross, Raketenforscher beim Militär, ist für Telepathie empfänglich. Doch der hält alles für eine Halluzination und geht nicht auf den Rettungsweg ein.

### Die Invasion (Publicity Campaign)
Just in dem Moment, als ein Kinoblockbuster mit einer Invasion haariger, spinnenähnlicher Aliens die Menschen in Aufregung bringt, versucht eine außerirdische Zivilisation mit der Menschheit friedlichen Kontakt aufzunehmen. Die Botschafter werden sogleich gelyncht. Da platzt dem Commander der außerirdischen Raumfahrtflotte der Kragen: er lässt die Erde von den Menschen desinfizieren und kehrt irritiert zu seinem Heimatstern zurück.

### Venture to the Moon
Die folgenden sechs Kurzgeschichten bilden eine lose verknüpfte Artikelserie für den Londoner Evening Standard aus dem Jahr 1956. Clarke hatte den Auftrag, die Geschichten im Umfang von 1.500 Wörter für die Tageszeitung zu schreiben, zunächst abgelehnt, fand dann an der Herausforderung aber doch noch Gefallen.

#### Unternehmen Luna (The Starting Line)
Briten, Amerikaner und Russen bereiten sich gemeinsam auf die erste bemannte Mondlandung vor. Auf einer in der Erdumlaufbahn kreisenden Space Station bereitet jede Nation ihr Raumschiff vor. Die Vereinbarung ist, dass alle drei gleichzeitig starten und auf dem Mond landen. Doch jede Nation trickst und startet früher, um die erste zu sein. Das führt aber wiederum dazu, dass nun trotzdem alle drei Nationen gleichzeitig den Mond erreichen.

#### Robin Hood (Robin Hood, F.R.S.)
Das Mondlager ist aufgebaut und die rund 15 Astronauten richten sich ein. Eine Versorgungsrakete landet allerdings auf einem unzugänglichen Kliff. Ein Wissenschaftler entwickelt nun eine besondere Pfeil-und-Bogen-Technik, um ein Kletterseil in die Gesteinswand zu schießen. Daran wagt sich ein Astronaut nach oben und bringt die Versorgungsgüter zum Basislager. Das Gebiet dieser Bogen-Aktion benennen die Astronauten nun in Sherwood Forest um, dem Namen des Waldgebietes, in dem einst Robin Hood in England lebte.

#### Der grüne Finger (Green Fingers)
Die russische Mondlandung begleitet der Botaniker Vladimir Surov. Auf der Erde hatte er in der Arktis widerstandsfähige Pflanzen gezüchtet. Das versucht er auch auf dem Mond. Da seine Kollegen ihn nicht ernst nehmen, macht er es heimlich. Eines Tages verschwindet er und wird tot vor seinen ersten Pflanzversuchen auf dem Mond aufgefunden. Die später Surovs Kaktus genannte Pflanze hat durch einen fortschießenden Samen seinen Helm zertrümmert. Clarke deutet an, dass diese Pflanze der Ausgangspunkt für die spätere Nahrungsversorgung auf dem Mond war, und ferner, dass in späteren Jahren doch noch Spuren von Leben auf dem Mond gefunden wurden.

#### Alles, was glänzt (All That Glitters)
Der amerikanische Geophysiker Paynter stößt bei einem Mondvulkan auf Diamanten. Er bringt den bis dato zweitgrößten Edelstein mit zur Mondbasis. Doch dann erreicht ihn die Nachricht von seinem Labor auf der Erde, dass dort die Synthese künstlicher Diamanten geglückt sei. Sein Fund wird damit wertlos.

#### Der Reklametrick (Watch This Space)
Die Forscher auf dem Mond bereiten ein gigantisches Experiment vor: Sie wollen eine große Menge Natrium in der höheren Mondatmosphäre verteilen. Das Natrium soll dann im Sonnenlicht grell aufleuchten und kann untersucht werden. Dazu positionieren die Forscher auf der Mondoberfläche eine Düse, die das Natrium nach oben sprühen soll. Alle Teleskope auf Mond und Erde sind auf das lunare Feuerwerk gerichtet. Das Feuerwerk beginnt, doch das Natrium verteilt sich in Form der Wortmarke einer Softdrinkfirma, zu deren Buchstaben ein "O", ein "A", ein "C" und ein "L" zählen. Der Ingenieur auf der Erde, der den gigantischen Werbetrick vorbereitet hat, verliert seinen Job, muss sich über seine finanzielle Zukunft aber keine Sorgen mehr machen. Der düpierte amerikanische Kommandant der Mondbasis rührt keine Flasche der braunen Brause mehr an.

#### Nur eine Frage des Wohnortes (A Question of Residence)
Nach fünf Monaten bereiten sich die Astronauten auf die Rückreise vor. Sie erwartet eine triumphale Begrüßung auf der Erde. Alle schreiben hektisch Berichte für Zeitungen und Zeitschriften sowie Buchmanuskripte. Das russische Raumschiff ist zusammengebrochen, dessen sechs Astronauten verteilen sich auf die übrigen zwei Raumschiffe. Doch wer darf als Erster los? Die Briten haben eine gute Idee: Die Amerikaner dürfen zuerst. Die Briten bleiben noch einige Wochen. Dann kommen sie erst nach einem halben Jahr zurück zur Erde und alles, was sie auf dem Mond geschaffen haben, können sie dann auf der Erde steuerfrei nutzen, weil der Mond noch nicht der Steuergesetzgebung unterliegt.

### Alle Zeit der Welt (All the Time in the World)
Der Einbrecher Bob Ashton wird von einer Frau angeworben, eine ganze Reihe an wertvollen Kunst- und Kulturgütern aus dem British Museum in London zu stehlen. Dazu erhält er ein besonderes Armband: Streift er es über, bleibt die Zeit in seiner Umwelt stehen. Ashton bringt heraus, dass andere Ganoven andere Museen und Galerien ausrauben sollen. Nach dem Raub fragt er seine Auftraggeberin nach den Beweggründen. Sie kommt aus der Zukunft und will die Kulturgüter der Menschen sichern, weil die Erde bald untergeht. Ashton will das Armband behalten und lebt in seiner beschleunigten Welt als Einsamer fort.

### Der kosmische Casanova (Cosmic Casanova)
Ein Raumfahrer erkundet entlegene Planetensysteme der Galaxis. Ganz besonders haben es ihm deren weibliche Bewohner angetan. Schon beim Ansteuern eines neu entdeckten, bewohnten Planeten flirtet er mit seiner Gesprächspartnerin. Seine Fantasie überschlägt sich. Als sich die Luke öffnet, muss er allerdings feststellen, dass er sich verrechnet hat: An Körpergröße reicht er Liala gerade mal bis zum Knie.

### Aus der Sonne heraus (Out of the Sun)
Von einem Beobachtungsposten auf dem Planeten Merkur aus untersuchen ein paar Dutzend Wissenschaftler die Sonne. Kein physikalisches Detail soll ihnen entgehen. Da löst sich von der Sonnenoberfläche eine Sonneneruption und schießt Richtung Merkur. Auf den Radarbildern erkennen die verblüfften Astronomen regelmäßige Strukturen in dem ansonsten chaotischen Ionengas der Eruption: eine ovale Form, die von einem pulsierenden Netzwerk durchzogen ist. Die Forscher sehen darin eine unerklärliche Lebensform und spekulieren, ob in der Sonne eine Art Leben möglich ist, zu dem Menschen nie einen Kontakt aufbauen konnten.

### Der Kreis ohne Ende (Transience)
In drei Episoden aus unterschiedlichen Zeiten der Menschheitsgeschichte zeigt Clarke ein Kind am selben Sandstrand. 1. Ein Kind einer Urmenschenhorde tritt zum ersten Mal aus dem schützenden Wald an den Strand und betrachtet Wasser, Wellenschlag und Sand. 2. Der Wald ist einer Stadt gewichen. Ein Kind in heutiger Zeit spielt am Strand, baut Sandburgen und sieht einem großen Schiff nach. 3. Die Stadt ist zerstört, die Menschen verlassen die Erde. Zum letzten Mal spielt ein Kind am Strand, bis seine Eltern es an Bord des letzten Raumschiffs rufen.

### Die Lieder der fernen Erde (The Songs of Distant Earth)
Die Kolonisten auf dem Planeten Thalassa hatten für rund 300 Jahre keinen Kontakt mehr zu ihrem Mutterplaneten Erde. Da bekommen sie unerwarteten Besuch von Technikern eines in der Nähe gestrandeten Raumschiffs. Diese brauchen Wasser, um ihren Schutzschild gegen Meteoriten zu reparieren. Das Raumschiff Magellan ist mit Kolonisten auf dem Weg in ein fernes Planetensystem. Zwischen Lora von Thalassa und Leon vom Raumschiff kommt es zu einer Romanze, bis Leon ihr auf dem Raumschiff die tiefgefrorenen, in Dauerschlaf versetzten Kolonisten zeigt – darunter auch Leons schwangere Frau. Beide erkennen, dass sie jeweils einen festen Platz in ihrer eigenen Welt haben. Die Raumfahrer dürfen die Ressourcen von Thalassa nutzen. Als Gegenleistung geben sie den Bewohnern in "Liedern der fernen Erde" Kunde über die Entwicklungen auf dem Mutterplaneten.

### Die neun Milliarden Namen von Gott (The Nine Billion Names of God)
Tibetanische Mönche wenden sich an einen westlichen Computerhersteller: Sie wünschen die Installation eines Computers, der aus der Kombination von Buchstaben alle Namen des Höchsten ausdruckt. Ist diese Aufgabe vollendet, hat das Leben und die Welt ihren Zweck erfüllt, so der Glaube der Mönche. Der Computer beginnt seine Arbeit. Als die westlichen Fachleute abreisen, geht just in dem Moment, als vermutlich der letzte Name gedruckt ist, das Licht der Sterne am Himmel aus.
Die Geschichte zählt zu den bekanntesten von Clarke, der nach Erscheinen eine persönliche Rückmeldung des Dalai Lama erhielt.

### Seine Majestät der König (Refugee)
Der Prince of Wales besucht ein Transportraumschiff, das auf dem einzigen, gerade fertiggestellten Weltraumbahnhofs ("Space Port") in England die Reise zum Mars vorbereitet. Captain Saunders zeigt ihm alles. Später auf Visite in London beginnt er den Prince of Wales zu bedauern, dessen Leben sich nur im Rahmen des königlichen Zeremoniells entfalten kann. Raumfahrt ist ihm verwehrt. Kurz nach dem Abheben des Raumschiffs macht sich der Prince als blinder Passagier bemerkbar. Mit der Reise zum Mars hat er sich ein Stückchen Freiheit genommen.

### Der Stern (The Star)
Eine Raumfahrtmission soll die Überbleibsel einer 3.000 Lichtjahre von der Erde entfernten Sternenexplosion untersuchen und die Ursachen aufklären. Der Chefastronom, ein Jesuit, schließt aus seinen Beobachtungen, dass es dort menschenähnliches Leben gegeben haben muss. Die Bewohner des Planetensystems haben die Katastrophe einer Supernova kommen sehen und ihre Kulturgüter auf den äußersten Planeten (ähnlich dem Zwergplaneten Pluto in unserem Sonnensystem) gerettet. Nur dieser äußerste Planet hat das Inferno überstanden, und dort hat der Jesuit die Reste in einem unterirdischen Gewölbe entdeckt. Die Untersuchung der fremden Zivilisation wird die Menschen noch lange beschäftigen, doch eines hat der Jesuit schon herausbekommen: Zeitpunkt und Ort am Himmel der Explosion stimmen mit dem Stern von Bethlehem überein. Der Jesuit sieht den christlichen Glauben vor seiner größten Herausforderung: Kann es einen Gott geben, der für dieses Himmelszeichen eine ferne Zivilisation auslöschte?
A. C. Clarke erhielt für diese 1955 erschienene Geschichte den Hugo Award 1956.